# فاسرفال
Wasserfall أول صاروخ مضاد للطائرات في العالم مع قصف قوات التحالف المتزايد على ألمانيا،كان هناك حاجة إلى أساليب جديدة لاسقاط قاذفات العدو. وكانت الأساليب المستخدمة في ذلك الوقت (المدافع المضادة للطائرات والطائرات المقاتلة) فعالة إلى حد ما، ولكن مكلفة في الذخيرة والوقود والطيارين المفقودين وهياكل الطائرات. وبالتالي، كان من المتصور أن المضادة للطائرات الموجهة (أو FLAK) الصواريخ. واحدة من هذه، وربما الأكثر طموحا، كان Wasserfall (الشلال)، تطورت في Peenemünde. وقد تم تطوير شكل الجسم الأساسي في أوائل عام 1943، وكان في الأساس نفس شكل A-4 (V-2) صاروخ. الدكتور تيل، الذي كان قد صمم محرك الصاروخ A-4، صمم أيضا محرك الصاروخ Wasserfall، وقد تم تشغيل نماذج اختبار في وقت مبكر من مارس 1943، نسخ أكثر تقدما تم اختبارها في وقت لاحق في يوليو 1943. للأسف توقف برنامج Wasserfall، عند مقتل الدكتور تيل خلال القصف البريطاني لPeenemünde في أغسطس 1943. وبما أن Wasserfall يجب ان يكون على أهبة الاستعداد لإطلاق في أي لحظة، وأنها يجب أن تبقى مغذيه ربما لأشهر ، بي الأكسجين السائل / وقود الكحول لاستخدام نظام A-4. بدلا من ذلك، استخدمت فيسأل (الفينيل الأثير الاستيوفينون) وSV-STOFF، أو Salbei (حمض النيتريك 90٪، 10٪ حامض الكبريتيك) hypergolically (الإشعال التلقائي عند مختلطة). تم استخدام النيتروجين الضغط لإجبار الوقود على دخول في غرفة الاحتراق، مع أقراص تمزق يتم تركيبها بين الدبابات النيتروجين وخطوط الأنابيب. وأدرجت العديد من ميزات الأمان إلى إجراء إطلاق Wasserfall. كان واحدا من هؤلاء أن القرص تمزق في خط أكسدة كان أقل من واحد في خط الوقود، وكان هذا لضمان أن وجود فائض من أكسدة كان في غرفة الاحتراق لأول مرة، وبالتالي منع انفجار الوقود الغني. وهناك سمة أخرى السلامة التي صمام بداية ناسفة كانت مجهزة في خزان النيتروجين المضغوط، وهذا يمكن أن تكون مغلقة المتفجرات للسماح النيتروجين للهروب إلى الغلاف الجوي في حالة الاحتراق لم يحدث على اطلاق النار. في النسخة الأولى من Wasserfall (W-1)، كانت الأجنحة أطول وأقل اجتاحت من الإصدارات الأحدث. أيضا، تم تعويض الأجنحة الأربعة التي تقع في منتصف جسم الصاروخ بمقدار 45 درجة من زعانف الذيل. كان يعتقد هذا هذا قد يساعد على الديناميكا الهوائية آليات التوجيه جناحي زعانف الذيل، ولكن أثبتت الاختبارات نفق الرياح في وقت لاحق هذا لا لزوم لها. كان التصميم الثاني، W-5، أكبر قليلا، وكانت الأجنحة الصغيرة واجتاحت بحدة. كان النسخة النهائية، وW-10، على غرار W-5 إلا كان 27٪ أصغر، للمساعدة في الحفاظ على المواد التي كانت نادرة في الأيام الأخيرة من الحرب. يتألف نظام توجيه من عامل الأرض، الذي يقود الصاروخ Wasserfall إلى الهدف عن طريق استخدام ذراع التحكم عن طريق خط البصر. وتمت السيطرة على الصواريخ gyroscopically في لفة، ويمكن السيطرة عليها من الأرض عن طريق وصلة الراديو في السمت والارتفاع. وقد تحقق ذلك من خلال دفات الجرافيت الأربعة التي وضعت في عادم صاروخ في سرعة المنخفضة، وفيما بعد من قبل الدفات الهواء ألأربعة على ذيل في سرعة العالية. كان هناك أيضا نظام مراقبة الرادار ، والمعروفة باسم راينلاند، الذي يتألف من الرادار التوجيه ، الكمبيوتر المقارنة وجهاز إرسال والتحكم . وكان مجموعة الرادار تتعقب الأهداف ومن ثم يؤدي إلى مستقبل على متن الصاروخ Wasserfall. المتلقي يقارن المعلومات الواردة وينفذ العمليات الحسابية اللازمة لتوجه إلى الهدف , في المرحلة الأخيرة التوجيه يكون عن طريق الأشعة تحت الحمراء في الأصل، كان الرأس الحربي لاحتواء 100 كجم من المتفجرات، ولكن هذا زاد في وقت لاحق إلى 306 كجم ، بما في ذلك المتفجرات السائلة لى زيادة قطرالنفجر. ويمكن تحقيق تفجير إما عن طريق التحكم عن بعد، أو عن طريق فتيل القرب proximity fuze. وكان الغرض من Wasserfall إسقاط قاذفات العدو من خلال تأثير منطقة الانفجار الكبير، كان القصد الأصلي لاقامة البطاريات المضادة للطائرات Wasserfall الدفاع عن المدن الألمانية التي يبلغ عدد سكانها أكثر من 100،000 نسمة ، والتي من شأنها أن تأتي إلى ما يقرب من 200 بطاريات Wasserfall، المنتشرة في ثلاثة خطوط حوالي 80 كيلومترا (50 ميلا بحريا). أيضا، بالنظر إلى انا 300 بطاريات صواريخ، كان من الممكن ان تدفاع عن كل ألمانيا من هجمات العدو . لهذه الخطة العظيمة، ستكون هناك حاجة لي 5000 صاروخ شهريا، على الرغم من أن المكونات المختلفة قد اُخْتُبِرَت في وقت مبكر من عام 1943، إلا أن الانطلاقة الأولى لم تحدث إلا في 28 فبراير 1944 على الجزيرة أو OIE، بالقرب من Peenemünde. سرعة الصاروخ لم تفوق سرعة الصوت في هذا الاختبار الأول، حيث بلغت ارتفاع الصاروخ حوالي 7000 متر (23000 قدم)، ولكن في إلاطلاق ثاني وصلة سرعة الصاروخ 2772 كم / ساعة (1772 ميلا في الساعة) في الطيران العمودي. بحلول يوليو تموز من العام نفسه، قد أطلقت سبعة صواريخ أخرى ، وبحلول أوائل يناير 1945 قد أطلقت عددا 17 آخرى. من 25 أطلقت، 24 كان تحكم لاسلكي، عشرة فشلت لم تعمل بشكل صحيح.